# David Farragut
David Glasgow Farragut (ur. 5 lipca 1801 w Campbell’s Station, Tennessee, zm. 14 sierpnia 1870 w Portsmouth, New Hampshire) − amerykański oficer marynarki, pierwszy kontradmirał, wiceadmirał i admirał United States Navy. Jeden z najwybitniejszych dowódców Unii w wojnie secesyjnej. Został zapamiętany głównie z powodu nieco sparafrazowanego przez potomnych rozkazu, jaki wydał podczas bitwy w zatoce Mobile: „Do diabła z minami, cała naprzód!”.

## Młodość i kariera
Urodził się jako syn marynarza Jordiego (George’a) Farraguta z Minorki (Hiszpania) i Elizabeth Shine, pochodzenia szkockiego. W roku 1805 George Farragut otrzymał pracę w porcie w Nowym Orleanie. Udał się tam sam; rodzina dołączyła później. 1700-milowa droga płaskodennym statkiem po rzece była pierwszą podróżą 4-letniego Davida. Osiedli w Nowym Orleanie i mieszkali tam do śmierci matki, która w 1808 roku padła ofiarą żółtej febry. W tej sytuacji ojciec postanowił oddać dzieci pod opiekę rodziny i przyjaciół, którzy mieli zająć się nimi lepiej, niż on. David w roku 1808 zamieszkał więc u przyjaciela rodziny, Davida Portera, oficera marynarki, który go adoptował i wziął w 1810 na morze.
9-letni Farragut trafił do US Navy jako chłopiec okrętowy, ale już w grudniu 1810 roku został − dzięki wpływom adopcyjnego ojca − kadetem i jako taki wziął u jego boku udział w zmaganiach wojny roku 1812.
W okresie służby na fregacie USS „Essex” Farragut wziął 13 sierpnia udział w zdobyciu brytyjskiego okrętu HMS „Alert”, a następnie w nieudanej próbie założenia pierwszej amerykańskiej bazy i kolonii na Pacyfiku, nazwanej Madisonville, na wyspie Nuku Hiva.
Farragut miał zaledwie 12 lat, gdy powierzono mu bezpieczne doprowadzenie do portu pryzu zdobytego przez USS „Essex”. 28 marca 1814 roku został ranny i wzięty do niewoli podczas starcia „Essexa” z Brytyjczykami pod Valparaíso w Chile.
W roku 1822 − podczas operacji przeciwko piratom karaibskim − Farragut otrzymał awans na porucznika. W 1824 został dowódcą szkunera USS „Ferret” i było to jego pierwsze samodzielne dowództwo. Jego okręt wchodził w skład tzw. flotylli moskitów, składającej się z jednostek zdolnych do walki z szybkimi i zwrotnymi statkami piratów. Gdy zorientował się, że dowódcą flotylli będzie jego opiekun komodor David Porter, poprosił go o przeniesienie na „Greyhounda”, jedną z mniejszych jednostek, którą dowodził John Porter, brat Davida. W ciągu następnych sześciu miesięcy flotylla ścigała piratów likwidując kolejno ich kryjówki na różnych wyspach Indii Zachodnich. Podczas tej kampanii służył również na pokładzie okrętu „Experiment”.
W roku 1853, po ponad czterdziestu latach w US Navy, komandor podporucznik David Farragut został wytypowany przez sekretarza marynarki do utworzenia stoczni marynarki wojennej w okolicach San Francisco. Jako miejsce budowy stoczni wybrano obszerną zatokę San Pablo. W sierpniu 1854 roku Farragut, który w tym czasie pełnił obowiązki zastępcy Inspektora Uzbrojenia w bazie w Norfolk, został wezwany do Waszyngtonu. Prezydent Franklin Pierce pogratulował Farragutowi jego dotychczasowej służby i zapytał, czy podejmie się nowego zadania. Farragut odpowiedział twierdząco i 16 września tegoż roku dokonał otwarcia Mare Island Navy Yard w Vallejo. Mare Island była do roku 1996 największą bazą naprawczą Zachodniego Wybrzeża, a pracę podjęła 16 lipca 1858 roku.

## Wojna secesyjna

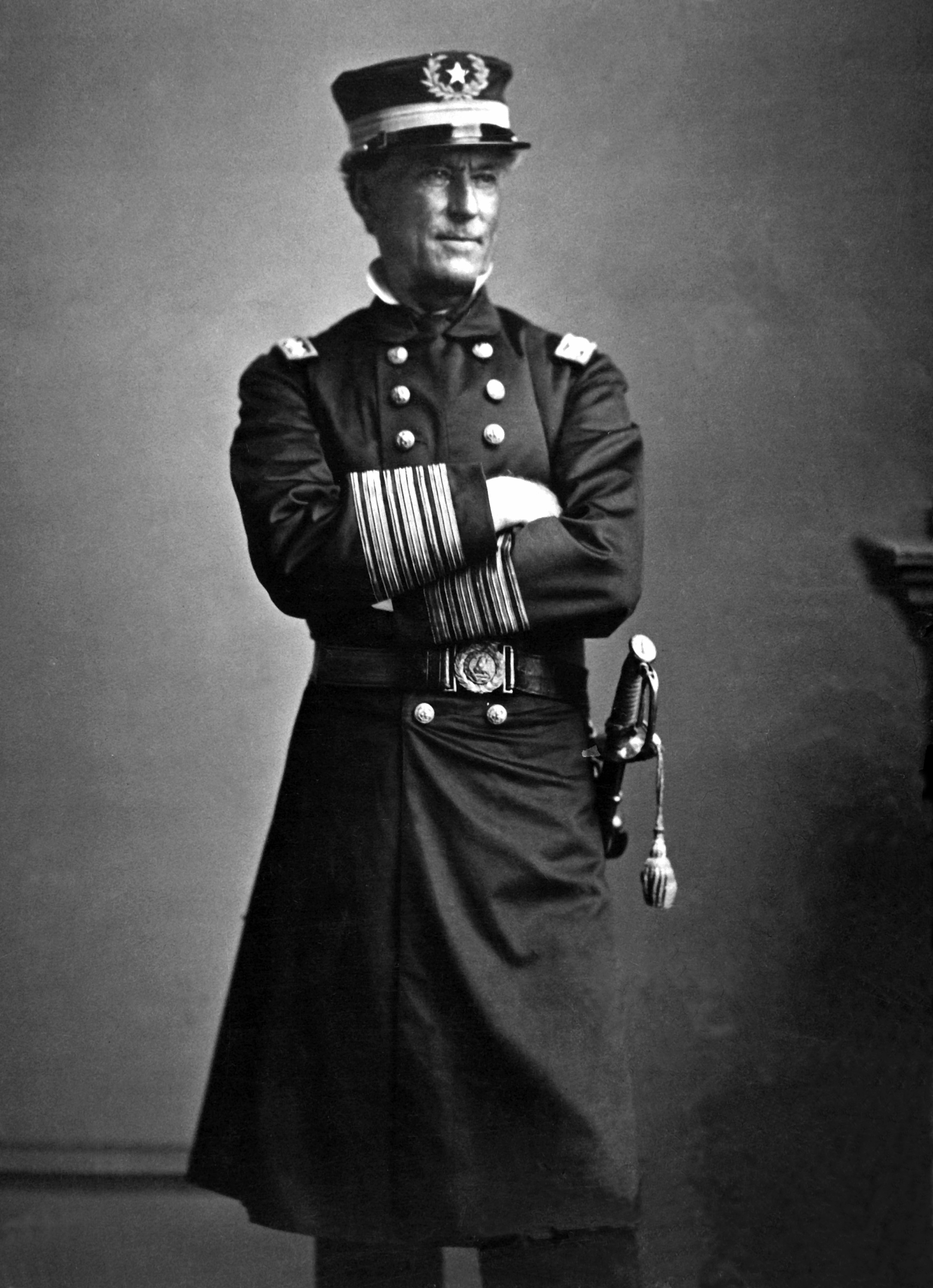
Adm. David G. Farragut w roku 1863

Choć przez kilkanaście ostatnich przedwojennych lat mieszkał w Wirginii, Farragut nie taił swych poglądów, mówiąc wszystkim wokół, że secesję uważa za zdradę. Niedługo przed wybuchem wojny zabrał swą wirginijską żonę i przeprowadził się do miasteczka Hastings-on-Hudson pod Nowym Jorkiem. Zaoferował swą służbę Unii, ale kierownictwo marynarki − ze względu na jego i jego żony miejsce urodzenia − nie ufało mu, oferując podrzędne stanowisko na tyłach. Jednak ujął się za nim jego przyrodni brat, komandor porucznik David Dixon Porter, dzięki któremu otrzymał zadanie specjalne, jakim miało być zajęcie od strony morza Nowego Orleanu, miasta, w którym spędził dzieciństwo.
3 lutego 1862 roku Farragut na podstawie poufnej instrukcji objął dowództwo Eskadry Zatokowej i wyruszył z Hampton Roads na południe, na pokładzie swego flagowego okrętu, uzbrojonego w 25 dział śrubowego parowca USS „Hartford”. Znaczący jest fakt, że dowództwo silnej eskadry, składającej się z siedemnastu pełnomorskich okrętów (12 kanonierek i pięć korwet parowych) powierzono oficerowi znajdującemu się dopiero na 37. miejscu na liście starszeństwa. Z okrętami Farraguta działała flotylla Portera (dwadzieścia małych szkunerów uzbrojonych w ciężkie moździerze do ostrzeliwania umocnień nadbrzeżnych). Ujścia Missisipi strzegły dwa silne konfederackie forty St. Philip i Jackson, usytuowane naprzeciw siebie i dysponujące ponad setką ciężkich dział i siedmiuset ludźmi załogi. Jednocześnie − na wieść o zbliżaniu się Farraguta − Konfederaci zgrupowali pod Nowym Orleanem szesnaście kanonierek.
18 kwietnia, na rozkaz Farraguta, moździerzowce Portera rozpoczęły bombardowanie obu fortów, powodując poważne zniszczenia. Nie wystarczyło to jednak by zmusić Konfederatów do poddania się. Po dwóch dniach ostrzału Farragut zdecydował się ominąć Fort Jackson, Fort St. Philip i baterię Chalmette, co − po usunięciu konfederackiej przegrody na rzece − pozwoliło mu zająć 29 kwietnia Nowy Orlean, a był to ważny krok na drodze do opanowania doliny Missisipi. Kongres uhonorował go 16 lipca stopniem kontradmirała, wówczas jeszcze w US Navy nieistniejącym: do tej pory amerykańska marynarka nie uznawała stopni admiralskich, zastępując je rangą „oficera flagowego”, która miała odróżniać własne wysokie stopnie od tradycji flot europejskich. Teraz od tego zwyczaju odstąpiono.
W tym samym jeszcze roku Farragut próbował w podobny jak pod Orleanem sposób ominąć baterie broniące portu rzecznego Vicksburg nad Missisipi, ale sukcesu nie osiągnął: prowizoryczny konfederacki okręt pancerny zmusił jego 38 jednostek do wycofania się.

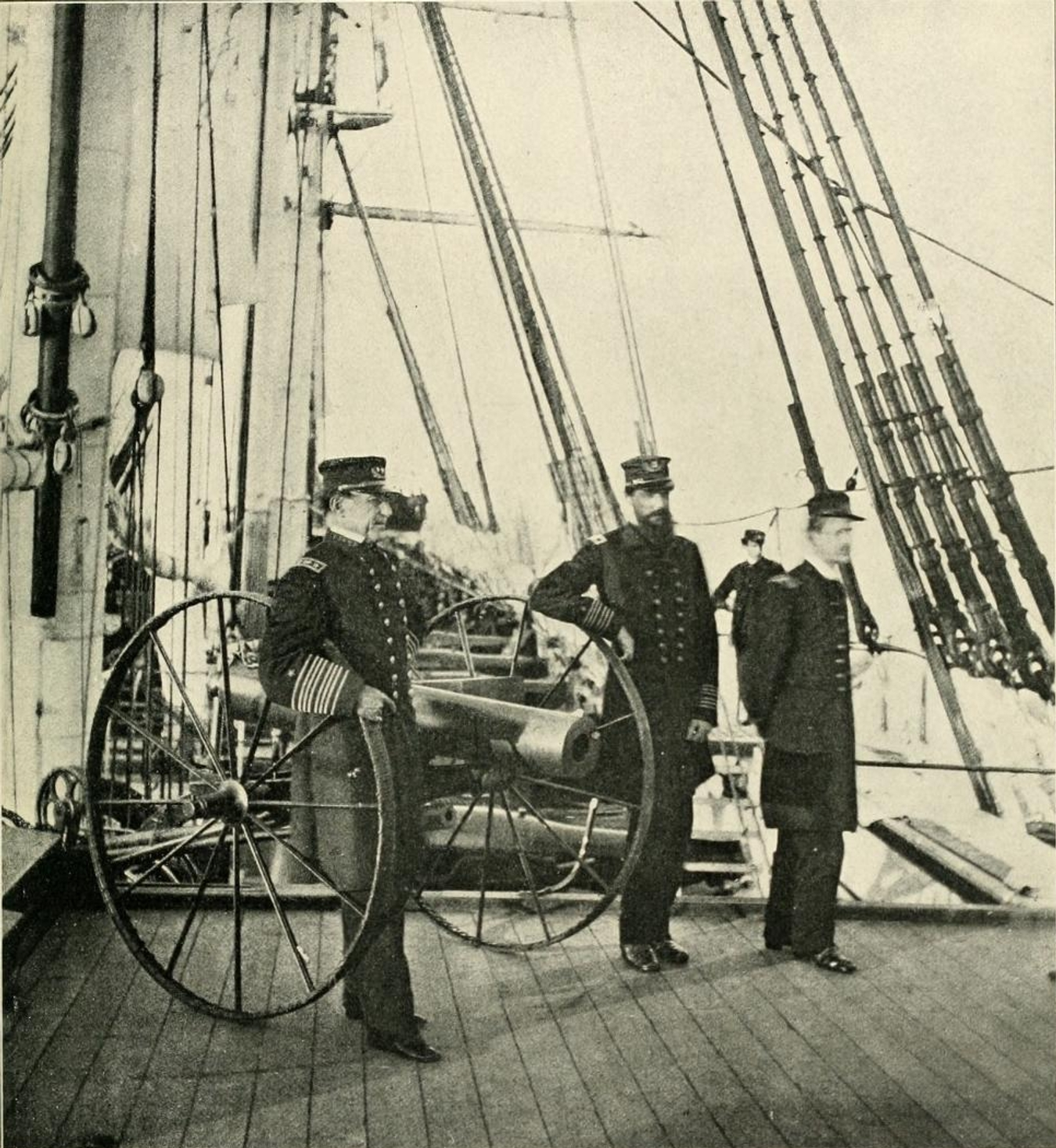
Farragut na pokładzie USS „Hartford”

Farragut był dowódcą dzielnym i sprawnym, ale czasami trudnym we współpracy. Podczas oblężenia Port Hudson, flotylla Farraguta miała 15 marca 1863 roku  minąć umocnienia konfederackie przy jednoczesnym uderzeniu odciążającym w wykonaniu oddziałów armii lądowej generała Nathaniela Banksa. Miało to nastąpić o godz. 8, ale Farragut samowolnie przesunął termin rozpoczęcia akcji na 14 marca o godz. 9 i podjął próbę ominięcia fortyfikacji nim piechota znalazła się na pozycjach wyjściowych. Nieskoordynowany atak pozwolił konfederatom obrócić wszystkie swe działa w stronę rzeki i zadać unijnym okrętom poważne straty, skutkiem czego tylko dwa z nich zdołały minąć Port Hudson; Farragut nie odegrał już większej roli w tej bitwie i cały ciężar oblężenia spadł na barki generała Banksa. Teraz ograniczony w swych możliwościach Farragut mógł jedynie blokować ujście Red River; nie mógł natomiast skutecznie patrolować Missisipi pomiędzy Port Hudson a Vicksburgiem. Decyzja Farraguta okazała się bardzo kosztowna, zarówno dla jego flotylli jak i Armii Unii, która pod Port Hudson poniosła największe straty w tej kampanii.
Vicksburg skapitulował 4 lipca 1863 roku i tym samym Port Hudson stał się ostatnim, samotnym punktem oporu konfederatów nad Missisipi. 9 lipca gen. Banks przyjął kapitulację jego garnizonu, kończąc tym samym najdłuższe oblężenie w militarnej historii Stanów Zjednoczonych. Przejęcie kontroli nad Missisipi było jednym z najważniejszych celów strategicznych Unii; po zdobyciu Port Hudson terytorium Konfederacji zostało rozbite na dwie części.
5 sierpnia 1864 roku Farragut odniósł swe największe zwycięstwo w bitwie w zatoce Mobile. Miasto Mobile było ostatnim (nie zdobytym jeszcze) konfederackim portem na południu. Zatoka była gęsto zaminowana (miny morskie nazywano wówczas torpedami), a wąskiego wejścia do portu broniły dwa silne forty. Świadomy zagrożenia, Farragut kazał zastosować zabezpieczenia wcześniej wypróbowane na Missisipi: okręty połączono parami, tak że większe jednostki osłaniały kadłubami słabsze od strony silniejszego fortu Morgan; zdemontowano w nich cały zbędny osprzęt, a nadbudówki osłonięto workami z piaskiem. Mimo to forsowanie ciasnego toru wodnego było dużym ryzykiem, które dowódca podjął.
Monitor USS „Tecumseh”, chcąc uniknąć ataku konfederackiego taranowca „Tennessee”, zboczył z kursu, wszedł na minę i zatonął. Idący za nim „Brooklyn” zatrzymał się pod ciężkim ostrzałem i atak zaczął się załamywać. Farragut, który − by lepiej widzieć pole bitwy − przywiązał się do drabinki linowej na wysokości pierwszej od dołu rei swego okrętu flagowego USS „Hartford”, zauważył nieprzewidziane manewry. „W czym problem?”, zawołał przez tubę w stronę USS „Brooklyn”. „Miny!” padła odpowiedź. „Do diabła z minami!” powiedział Farragut, „Cztery szklanki, komandorze Drayton! Jouett, cała naprzód!”. Większa część flotylli wdarła się do zatoki mimo ognia nieprzyjacielskich baterii i zadała klęskę konfederackiej eskadrze adm. Franklina Buchanana.
W uznaniu zasług, po bitwie Farragut otrzymał nagrodę w wysokości ponad 50 tys. dolarów, a 21 grudnia 1864 roku Lincoln mianował Farraguta wiceadmirałem.

## Po wojnie
Po zakończeniu wojny Farragut został komendantem strefy obronnej Nowego Jorku, a 25 lipca 1866 roku został mianowany admirałem.
Ostatni raz wziął udział w działaniach jako dowódca Eskadry Europejskiej w latach 1867–1868, gdzie okrętem flagowym była fregata śrubowa o napędzie parowym USS „Franklin”. Farragut pozostał w czynnej służbie do końca życia, honor jakiego dostąpiło zaledwie sześciu innych oficerów marynarki. Byli to jego przyrodni brat David Dixon Porter, a także George Dewey, William Daniel Leahy, Ernest King, Chester Nimitz i William Halsey.